# Izobara
Izobára je vrsta izočrte; na zemljevidu ali faznem diagramu V(T) povezuje točke z enakim tlakom (v meteorologiji dovoljen izraz: z enakim zračnim pritiskom).